# Бен-Хаим, Зеэв
Зеэв Бен-Хаим (урожд. Вольф Гольдман; 28 декабря 1907, Мостиска, Австро-Венгрия — 6 августа 2013, Иерусалим) — израильский лингвист-семитолог. Один из основателей Академии языка иврит и её второй президент (1973—1981), редактор «Исторического словаря языка иврит». Лауреат Премии Израиля в области иудаики за 1964 год, член Израильской академии наук с 1966 года.

## Биография
Вольф Гольдман родился в конце 1907 года в галицийском местечке Мостиска (Австро-Венгрия, в настоящее время на Украине) в зажиточной семье. Один из его дедов монополизировал табачную торговлю в Мостиске, а у второго была плантация, на которой трудились наёмные рабочие и которой управлял отец Вольфа. Вольф был пятым ребёнком в семье, но первым сыном. С началом мировой войны семья уехала подальше от линии фронта, в Вену, где Вольф поступил в светскую школу. Вернувшись после войны в Мостиску, он получал традиционное еврейское образование, а в 15 лет поступил в гимназию в Пшемысле. Такой путь к образованию обеспечил ему свободное владение тремя литературными языками — ивритом, польским и немецким, помимо знакомых с детства идиша и украинского языка. По окончании гимназии в 1927 году Вольф поступил в еврейскую теологическую семинарию в Бреслау (Германия, ныне Вроцлав, Польша). Как и большинство студентов семинарии, стремившихся получить академическую степень, он также поступил в университет Бреслау. Среди учителей Гольдмана в семинарии Бреслау были профессор Юлиус Гутман — талмудист и математик, в будущем первый профессор, преподававший Талмуд в Еврейском университете в Иерусалиме, и классический филолог профессор Ицхак Хайнеман, известный как исследователь эллинистической эпохи; в университете он поступил на направление восточной филологии, где преподавали ведущий германский семитолог Карл Броккельман и ассириолог Артур Унгнад; в университете Гольдман также изучал персидский язык и славянскую филологию. В 1931 году он получил специальную стипендию, чтобы провести год в Институте иудаики в Еврейском университете в Иерусалиме. Там он работал с профессором Яковом Эпштейном, изучая талмудическую филологию. В 1932 году Гольдман окончил университет Бреслау со степенью доктора философии по семитским языкам.
В 1933 году Гольдман получил лицензию раввина в семинарии Бреслау, после чего переехал в подмандатную Палестину, рассчитывая на работу школьным учителем иврита. Некоторое время он давал частные уроки, а затем сошёлся с Х. Н. Бяликом, возглавлявшим в это время Комитет языка иврит, и получил место учёного секретаря этой организации. С 1948 года он преподавал в Еврейском уницерситете в Иерусалиме на кафедре иврита, в 1955 году получив профессорское звание. Его преподавательская карьера в университете продолжалась до 1976 года.
В 1953 году Зеэв Бен-Хаим стал одним из учёных, основавших Академию языка иврит, и с 1955 по 1965 год был главным редактором её основного периодического издания — журнала «Лешонену» (ивр. לשוננו‎ — «Наш язык»). В 1961 году Бен-Хаим занял пост вице-президента Академии (по словам его преемника на этом посту Иехошуа Блау, Бен-Хаим уже в качестве вице-президента фактически руководил работой академии, из деликатности не желая оспаривать статус номинального президента, профессора Н. Г. Тур-Синая); в 1973 году, после смерти Тур-Синая, Бен-Хаим стал её президентом. На этом посту он оставался до 1981 года. С 1966 года Зеэв Бен-Хаим был членом Израильской академии наук; в том же году он был избран членом-корреспондентом Американской академии еврейских исследований.
Зеэв Бен-Хаим скончался в августе 2013 года в Иерусалиме на 106-м году жизни.

## Научное наследие
Зеэв Бен-Хаим за свою академическую карьеру опубликовал 9 книг и порядка 260 статей на лингвистическую тематику как в Израиле, так и в международных научных изданиях. Основной областью академических интересов Бен-Хаима было историческое развитие и преемственность иврита, в том числе во взаимодействии с арамейским языком. В своих работах он доказывал непрерывность существования иврита со второго тысячелетия до н. э. В концепции Бен-Хаима история иврита может быть разделена на два этапа — на первом иврит был разговорным языком, второй же характеризуют застывшие языковые формы, которые он прослеживает в самаритянских литературных памятниках. Основной труд Бен-Хаима — пятитомник «Письменные и устные традиции иврита и арамейского языка у самаритян» — увидел свет в период между 1957 и 1977 годами. В 1980 году вышло в свет подготовленное им академическое собрание самаритянских источников IV в. н. э. «Теват Марка» («Ковчег Марка»).
Второй главной сферой научной деятельности Зеэва Бен-Хаима была подготовка «Исторического словаря языка иврит». Общая концепция словаря была им предложена ещё в 1959 году, и вплоть до 1992 года Бен-Хаим руководил его составлением, продолжая участвовать в работе над словарём и после этого. В 1992 году был издан сборник статей Бен-Хаима «Бе-милхамта шел лашон» («В борьбе за язык»), рассматривающих темы, связанные с ивритом настоящего времени.
За свою работу в области исторической и современной лингвистики Зеэв Бен-Хаим в 1964 году был удостоен Премии Израиля в области иудаики. Он является также лауреатом Ротшильдовской премии (1971) за вклад в изучение культуры самаритян и традиций иврита и арамейского языка в их среде и премии им. Бублика (1994), присуждаемой Еврейским университетом в Иерусалиме.